# Mel Ramsden

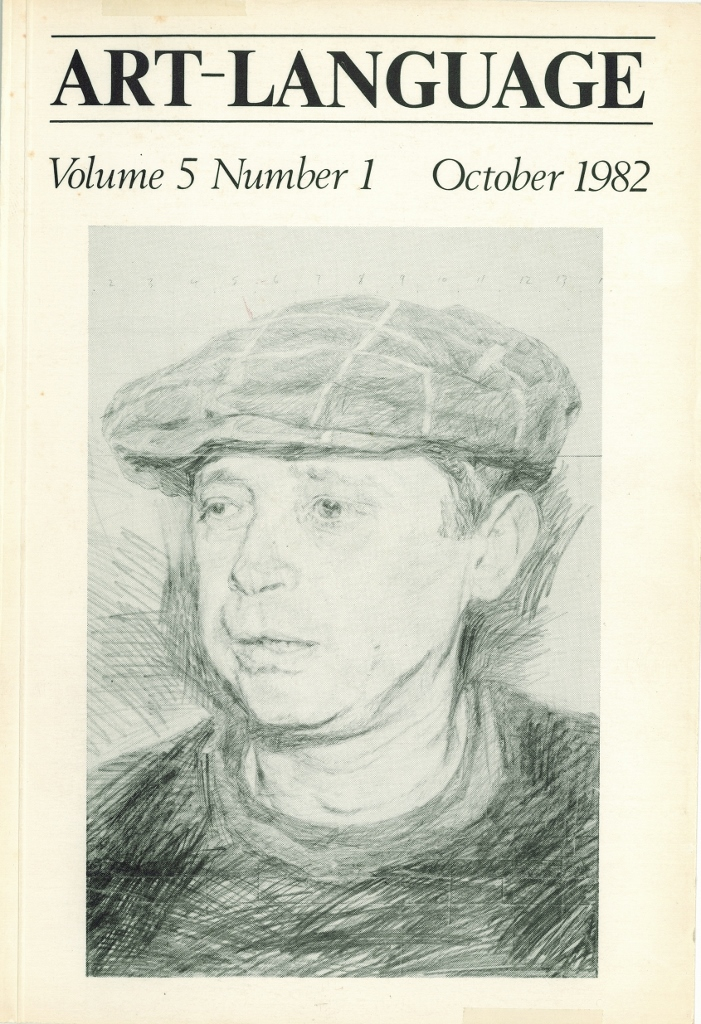
Mel Ramsden (1982)

 Mel Ramsden (* 27. Dezember 1944 in Ilkeston, Derbyshire, Großbritannien; † 23. Juli 2024) war ein britischer Konzeptkünstler und Mitglied der Künstlergruppe Art & Language.

## Leben und Werk
Mel Ramsden studierte am Nottingham College of Art von 1961 bis 1963, ging 1963 nach Australien und studierte an der National Gallery School von Victoria von 1963 bis 1964. Im Jahr 1967 zog Ramsden nach New York City.
Mel Ramsden war zusammen mit Ian Burn Mitbegründer der Art Press und der Gesellschaft für Kunst und Theoretische Analyse in New York City (The Society for Theoretical Art and Analysis) im Jahr 1969. Ramsden wurde im Jahr 1971 Mitglied der Künstlergruppe Art & Language.
Mel Ramsden war als Mitglied von Art & Language im Jahr 1972 Teilnehmer der Documenta 5 in Kassel mit dem Projekt „Index 0001“ in der Abteilung Idee + Idee/Licht, zusammen mit den Art & Language-Künstlern Terry Atkinson, David Bainbridge, Ian Burn, Charles Harrison, Harold Hurrell, Michael Baldwin und dem US-amerikanischen Spezialisten für Kunst-Sprache Joseph Kosuth. Mit Art & Language war er auch auf der Documenta 6 (1977), der Documenta 7 im Jahr 1982 und der Documenta X 1997 vertreten.
Seit 1977 wird Art & Language noch von Baldwin und Ramsden als Projekt weitergeführt. Es entstand ein inzwischen umfangreiches Œuvre an Objekten und Bildern. Viele Texte wurden von Charles Harrison geschrieben, der seit 1971 „Art-Language“ herausgibt.
Ramsden lebte in Middleton Cheney bei Banbury, England.